# جانيت موريسي
جانيت موريسي هي متزلجة فنية كندية، ولدت في 12 أكتوبر 1959 في أوتاوا في كندا.